# Włodzimierz Konieczny

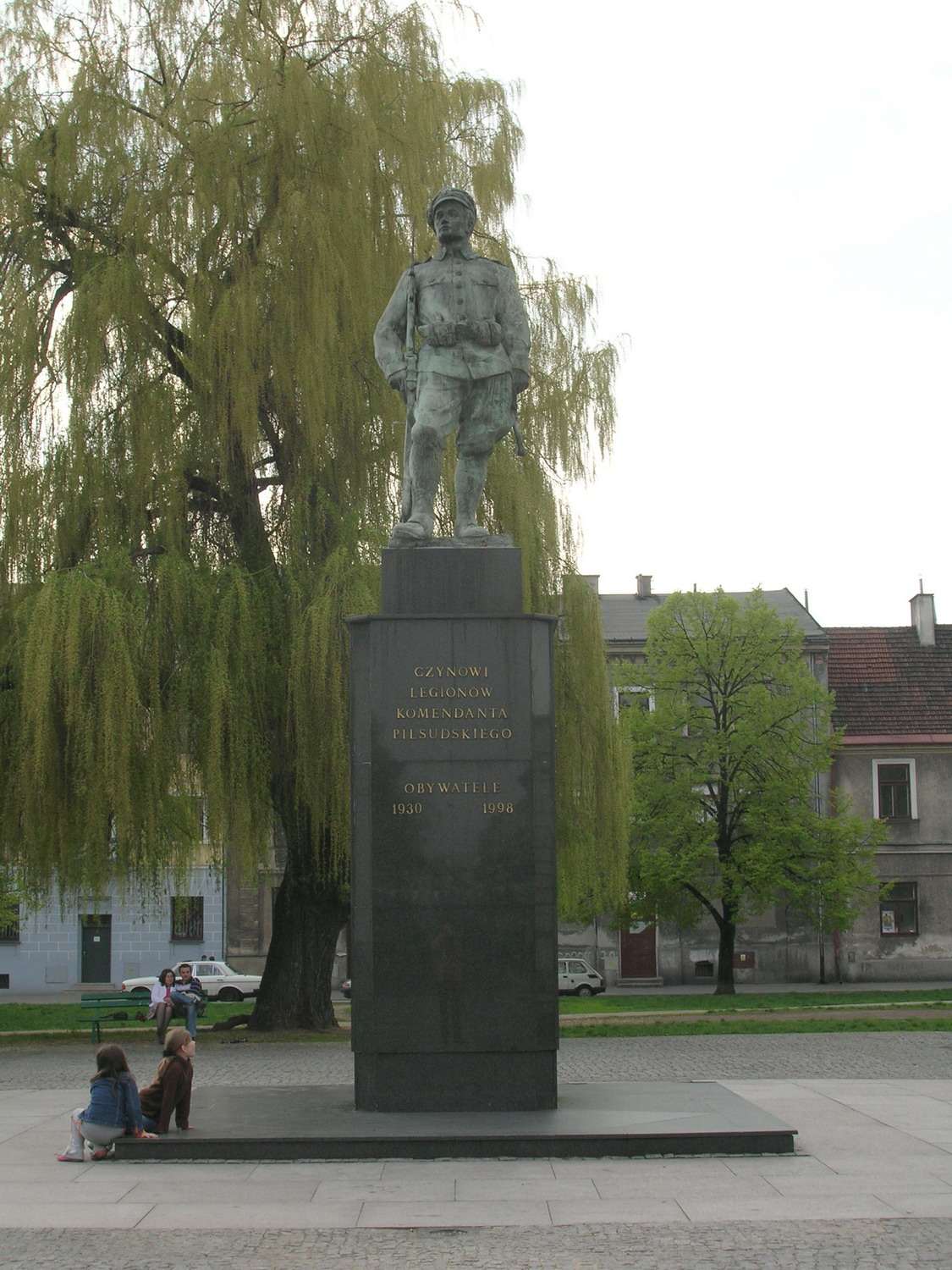
Pomnik Czynu Legionów w Radomiu, proj. Włodzimierz Konieczny (1916)

Włodzimierz Fryderyk Konieczny (ur. 26 lutego 1886 w Jarosławiu, zm. 5 lipca 1916 podczas bitwy o Polską Górę na Wołyniu) – polski rzeźbiarz, grafik, poeta, porucznik Legionów Polskich, kawaler Orderu Virtuti Militari. 

## Życiorys
Był synem Marcina, pracownika administracyjnego Szkoły Politechnicznej we Lwowie. Uczył się w gimnazjach w Tarnowie i we Lwowie, a następnie w szkole handlowej we Lwowie, wówczas też zaczął naukę rysunku w Szkole Przemysłowej we Lwowie. Przerwał ją jednak i za namową Stanisława Witkiewicza (ojca) w 1901 i zaczął kształcenie w Szkole Przemysłu Drzewnego w Zakopanem. Następnie w latach 1903–1908 studiował w krakowskiej Akademii Sztuk Pięknych, rzeźby uczył go Konstanty Laszczka, a grafiki i malarstwa Józef Pankiewicz. W 1909 opublikował „Tekę graficzną", która zawierała akwaforty i litografie. Dzięki otrzymanemu stypendium kontynuował naukę w Paryżu (1909–1911). Po powrocie do Krakowa zaangażował się w organizację Warsztatów Krakowskich (razem z Wojciechem Jastrzębowskim), działał w Związku Walki Czynnej i Związku Strzeleckim. Był znany w krakowskim środowisku artystycznym, należał do Towarzystwa Artystów Polskich„ Sztuka”, utrzymywał przyjacielskie relacje ze Stanisławem Ignacym Witkiewiczem i Stefanem Żeromskim. Konieczny był też autorem kilku utworów literackich, m.in. nie publikowanych dramatów Wieczny budowniczy i Straceńcy oraz kilku wierszy i szkiców opublikowanych w „Krytyce” (poezje przypomniano w międzywojniu w „Panteonie Polskim”. Jego prace były  prezentowane m.in. w Towarzystwie Zachęty Sztuk Pięknych w Warszawie (1908–14), w Towarzystwie Przyjaciół Sztuk Pięknych w Krakowie (od 1911), we Lwowie (od 1913), a także  w Paryżu, Wiedniu oraz w Wenecji.
8 sierpnia 1914 wstąpił do 1 pułku piechoty Legionów Polskich, walczył nad Nidą. Przegrupowany do 5 pułku piechoty I Brygady Legionów Polskich, był dowódcą plutonu 6 kompanii II baonu. Awansował na dowódcę 4 kompanii, zginął podczas walk o Polską Górę pod Kostiuchnówką. Ciała nie odnaleziono, prawdopodobnie spoczywa anonimowo w mogile zbiorowej. W 1923 Stefan Żeromski zadedykował mu pracę zatytułowaną „Snobizm i postęp”, uważaną za katechizm polskiego regionalizmu.

### Pomnik Czynu Legionów w Radomiu
Przed śmiercią stacjonując na Wołyniu wyrzeźbił statuetkę legionisty, którą otrzymał w prezencie imieninowym 19 marca 1916 marszałek Józef Piłsudski. Włodzimierza Koniecznego pośmiertnie awansowano do stopnia kapitana i odznaczono Krzyżem Niepodległości oraz orderem wojskowym „Virtuti Militari" V klasy. Gdy w Radomiu planowano upamiętnić Legiony Polskie powołany w tym celu komitet miał problem z wyborem odpowiedniej rzeźby. Przebywający w Radomiu Józef Piłsudski zasugerował rzeźbę Włodzimierza Koniecznego, pomnik został zaprojektowany przez Kazimierza Pietkiewicza i sporządzony z brązu uzyskanego z przetopionych luf austriackich armat. Rzeźbę odsłonięto 10 sierpnia 1930 w obecności Józefa Piłsudskiego, polityków i uczestników IX Zjazdu Związku Legionistów, który w tym czasie odbywał się w Radomiu.

## Ordery i odznaczenia
- Krzyż Srebrny Orderu Wojskowego Virtuti Militari nr 6477 – pośmiertnie, 17 maja 1922[8][9][10]
- Krzyż Niepodległości – pośmiertnie, 13 września 1933 „za pracę w dziele odzyskania niepodległości”[7]